# اشتانیل
اشتانیل (ایتالیایی: San Daniele del Carso) یک روستا در شهرداری کمن در منطقه ساحلی اسلوونی است. این روستا بر روی پلاتو کارست قرار دارد که به دره ویپاوآ مشرف است. در قرن هفدهم، این روستا برای دفاع در برابر حملات عثمانی مستحکم شد. در طول جنگ جهانی دوم به شدت آسیب دید و از آن زمان به آرامی بازسازی شده است.